# Branchinella alachua
Branchinella alachua là một loài động vật giáp xác thuộc họ Thamnocephalidae. Đây là loài đặc hữu của Hoa Kỳ.